# Мечеть Хана Мохаммада Мрідха

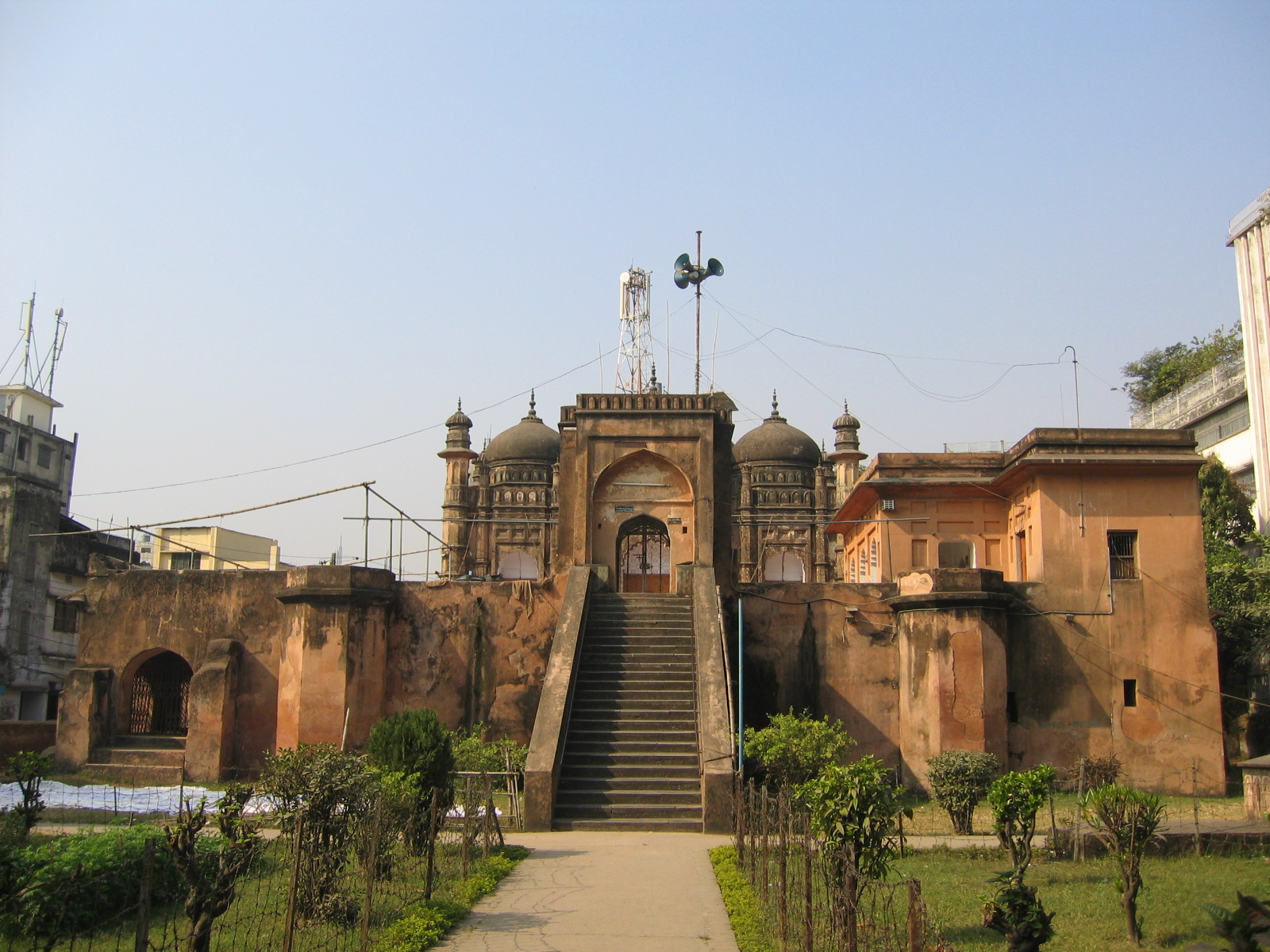
Мечеть Хана Мохаммада Мрідха

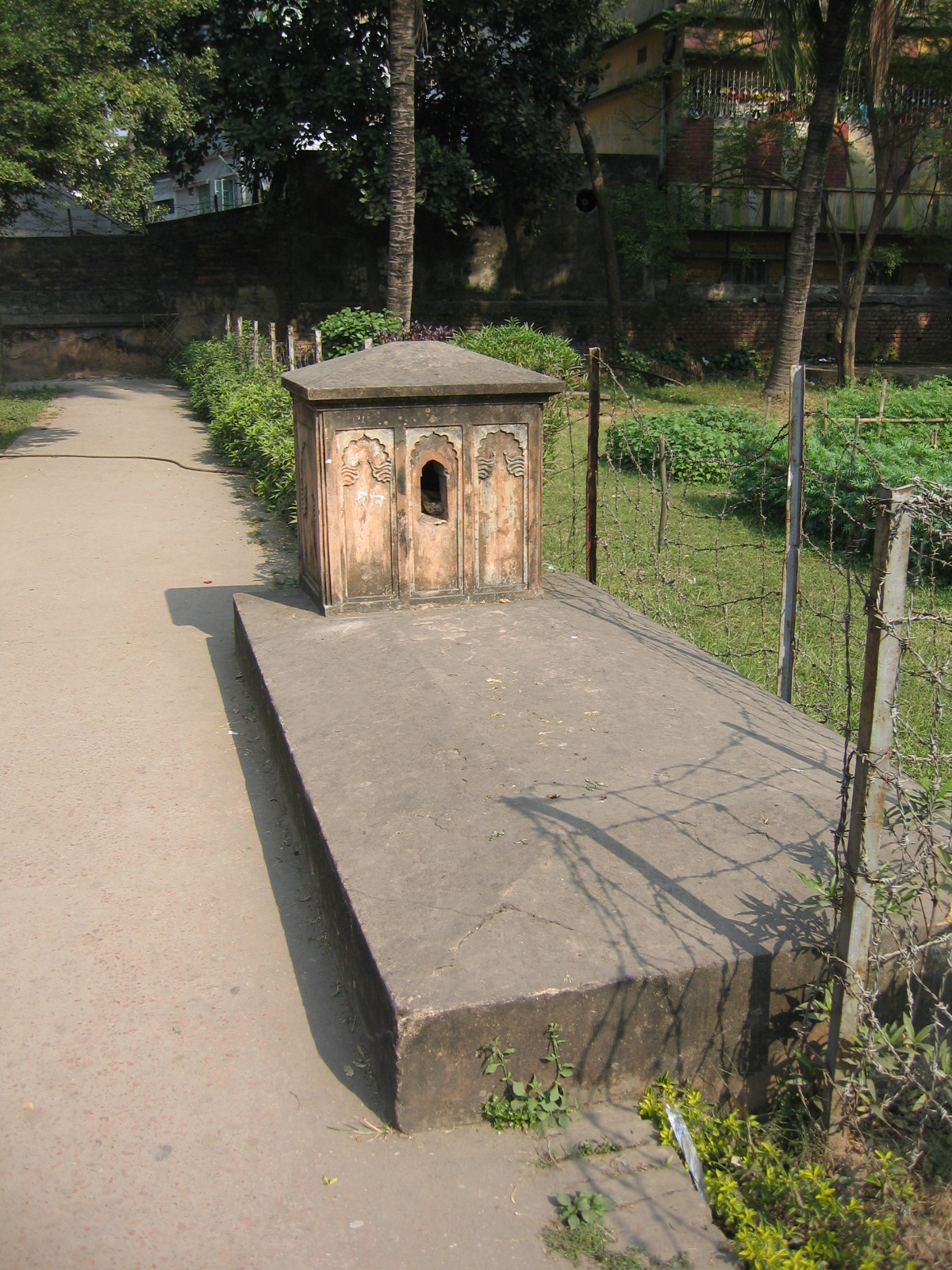
Могила біля мечеті

Мечеть Хана Мохаммада Мрідха — мечеть, що знаходиться на дорозі в Лалбах, за півкілометра на захід від Форта Лалбах, в провінції Атіш хана в районі Старої Дакки. Два перських написи — один центральним склепінним проходом і інший над центральним міхрабом, говорять про дату будівництва під час 1704-1705 Ханом Мухаммадом Мрідхой.

## Архітектура
Велика платформа складає 38.10 м із півночі на південь та 28.96 м із сходу на захід. Висота приблизно 5.18 м від рівня землі. Під платформою прохідні кімнати, на всіх сторонах, крім східної. У східній стороні є сходи, які закінчуються воротами, що вирівнюють центральний дверний отвір мечеті. Саме через ці ворота можна піднятися на вершину платформи.